# Peaky Blinders
Peaky Blinders a fost o banda urbana din Birmingham. Aceștia și-au început activitatea la sfârșitul secolului al XIX-lea în Anglia. Banda era alcătuită din tineri irlandezi și romi care făceau parte din clasa muncitoare. Rivalii acestora erau Birmingham Boys (un grup condus de gangsterul Billy Kimber), Familia Sabini (un grup condus de Charles Sabini) și The Sloggers. Grupul avea aproape 50.000 de membri.
Membrii săi purtau un costum alcătuit dintr-un palton, o vestă, o cămașă, niște pantaloni mai largi de la genunchi în jos și cel mai important articol vestimentar șapcă plată.

## Etimologie
Se spune că numele de Peaky Blinders provine din practica membrilor de a își pune lame de ras în șepci care puteau fi folosite ca arme.

## Istoric
Începuturile
Situația economică a Angliei a creat o subcultură a violenței a tineretului. Tinerii săraci jefuiau și omorau oameni pe străzile din Birmingham. Aceștia omorau oameni prin bătăi , ștrangulare manuală sau înjunghieri. Această subcultură a tinerilor există încă din anii 1850 când poliția a început să lupte cu tinerii violenți aceștia au început să se organizeze în mici grupuri care au devenit cunoscute ca bande de stradă.
Cei mai violenți s-au organizat în "Peaky Blinders". Cea mai timpurie dovadă a existenței acestora este din 1890 când în ziarulBirmingham Mail a apărut un articol despre uciderea lui George Eastwood acesta a fost lovit cu sticle de către niște gangsteri care au trimis o scrisoare ziarului identificându-se ca Peaky Blinders.
Aceștia au început să organizeze jocuri de noroc și să facă contrabandă și trafic de arme. Aceștia au început să ducă războaie cu celelalte grupări din Birmingham. Primii lor rivali au fost The Sloggers contra cărora au câștigat mult teritoriu.
Membri Notabili
Unul dintre cei mai celebri membri este Thomas Gilbert acesta organiza jocuri de noroc și era cel mai avansat în gașcă. Era și coordonatorul unor acțiuni de teren.
La început Peaky Blinders se ocupa cu crime mărunte cum ar fi furtul de biciclete sau bătăi. Harry Fowler se ocupa cu crime mărunte acesta a fost arestat pentru furt de bicicletă la 19 ani.McNickle și Haynes au fost arestați și ei pentru furturi mărunte și invazii de case. Poliția i-a descris pe cei trei drept "tineri cu gura căscată, care ies pe străzi în grupuri de bețivi, insultând și jignind trecătorii". După Primul Război Mondial au fost mulți membri veterani precum Henry Lightfoot. Un alt membru notabil ar fi John Stalt care în 1895 a furat cupa Angliei dintr-o vitrină.
Anii 1900-1920
Între 1900 și 1920 Peaky Blinders au stăpânit Birmingham-ul și West Midlands în această perioadă erau cunoscuți pentru violența față de poliție și față de găștile rivale. Aceștia au început să mituiască poliția și să asasineze liderii și membrii importanți din găștile rivale. Aceștia foloseau arme de foc precum Revolverul Webley ,William Lacey un membru influent al Summer Hills a fost asasinat în 1905 cu această armă. Peaky Blinders erau în mare parte țigani în această perioadă. Ei s-au războit cu clanuri din jurul Birmingham-ului. 
La sfârșitul Primului Război Mondial Peaky Blinders au fost atacați de către Birmingham Boys și de către Familia Sabini care era aliată cu găștile de evrei create de Alfie Solomon și de către fratele său Harry Solomon. În anul 1920 Peaky Blinders erau ca la început ,un grup de tineri care jefuiau și omorau oameni pe unele străzi din Birmingham aceștia au pierdut mult teritoriu. În 1930 Peaky Blinders nu au mai existat.